# 迈克尔·奥赫
迈克尔·杰罗姆·奥赫（英語：Michael Jerome Oher，1986年5月28日—），原名小迈克尔·杰罗姆·威廉姆斯（英語：Michael Jerome Williams, Jr.），出生于田纳西州孟菲斯，美國美式足球运动员，目前为国家美式足球联盟田納西泰坦的进攻截锋。他于2009年被乌鸦队于第一轮选中。在此之前，他曾为密西西比大学的叛逆者队效力。他的早年生活被写进了迈克尔·刘易斯（Michael Lewis）2006年所著的书《弱点：比赛进程》之中，之后又被改编为2009年的电影。

## 早年生活
奥赫是丹尼斯·奥赫（Danise Oher）的十二个孩子之一，父親為迈克尔·杰罗姆·威廉姆斯（Michael Jerome Williams），在他出生前即離開，所以他未曾見過父親。他母亲在怀他期间吸食了霹雳可卡因，这也导致了他在成长过程中一直缺少照顾。他一、二年级都读了两遍，甚至在他上学的头九年一共转了十一次学。16岁之前，他在不同的家庭待过，还几度无家可归。在奥赫上高中时，他早已疏远的父亲迈克尔·威廉姆斯，也是他舅舅以前的牢友，被人谋杀了。
在孟菲斯上了第一年公立高中后，通过曾和他住在一起的托尼·亨德森（Tony Henderson）的介绍，他向私立布赖尔克雷斯基督教学校（Briarcrest Christian School）发出了申请。亨德森当时正准备送他的儿子来这里，也就顺便带上了奥赫。学校的橄榄球教练教他向校长递交了入学申请，而校长的要求则是让他先完成一个家庭学习项目。尽管奥赫没有完成这一项目，不过校长后来意识到他的要求对于像奥赫这样的学生有些过分了，最终也就收下了他。
在学校生活了12个月之后，莉·安妮·陶西（Leigh Anne Tuohy）和肖恩·陶西（Sean Tuohy）夫妇遇到了奥赫，并邀请他住在他们家中。陶西夫妇的两个孩子也都在布赖尔克雷斯上学。在了解了他童年的遭遇后，两人开始照顾奥赫的起居。他们还给他找了个辅导老师，每周20小时对他进行辅导。在高中期间，他曾被选为2003年第二区（2A）年度前锋，还入选了田纳西州第一队。球探网站Scout.com将他列为五星级高中毕业生，还在全国进攻线希望榜上排名第五。在他高中毕业那年，他将自己的GPA从0.6提高到了2.52，从而成为了一名B级学生。后来他还参加了杨百翰大学一个为期10天的在线课程，使他能够替换掉以前所留下来的一些D级和F级成绩，让他的成绩最终能够符合标准，他便有了进入NCAA第一区大学的资格。

## 大学生活
奥赫收到了田纳西大学、路易斯安那州立大学、阿拉巴马大学、奥本大学、南卡罗来纳大学的奖学金，但他最后选择了艾德·奥吉伦]（Ed Orgeron）教练所在的密西西比大学，这也是莉·安妮·陶西和肖恩·陶西夫妇的母校。他的决定引起了一些争议，全国大学体育协会（NCAA）怀疑陶西夫妇收养奥赫的目的是为了让他能够进他们自己喜欢的学校打球。这一点上目前仍存有疑问。不过2005年8月1日，NCAA同意让他进入密西西比大学打球。另外，奥赫的高中教练修·弗里兹（Hugh Freeze）在奥赫收到录取通知书的20天之后就得到了密西西比大学助理体育主管的工作，这同样引发了一些猜疑。弗里兹声称这个工作并不是鼓励奥赫加入密西西比大学所得到的交换条件，而是由于他和密西西比大学进攻教练诺埃尔·马佐尼（Noel Mazzone）的已有关系。之后，NCAA以马佐尼在未成为正式员工之前就代表学校与球员接触为由对其进行了处罚。
奥赫在密西西比大学的第一个赛季前10场比赛作为护锋上场比赛，并入选了全美新生第一队。2006赛季他换到了左截锋的位置，并入选了季前赛全联盟和全美轮换阵容。在前两个赛季，他还分别入选了东南联盟进攻线第一队和第二队。而在学术方面他也大有长进，他的智商比起小时候增加了20到30点。
2008年1月14日，奥赫宣布他会参加2008年国家足球联盟（NFL）选秀。不过，两天之后他又宣称退出选秀并继续自己在密西西比大学的最后一个赛季。2008-2009大学足球赛季结束后，他第二次被选为美联社全美第一队（第一次在他的第二赛季），并于2009年春季获得了刑事司法学士学位。

### 大学奖项与荣誉
- 2005年全美新生第一队
- 2005年全东南联盟新生第一队
- 2005年全东南联盟第一队
- 2007年全东南联盟第一队
- 2008年全美第一队
- 2008年全东南联盟第一队
- 2008年舒·乔丹（Shug Jordan）奖（年度东南区进攻线）
- 2008年俄尔·布莱克（Earl "Red" Blaik）上校领导奖学金
- 2008年奥特兰杯（Outland Trophy）决赛选手
- 2008年科纳利杯（Conerly Trophy）决赛选手
- 2008年伦巴第奖（Lombardi Award）半决赛选手
- 2008年东南联盟雅各布斯阻截杯（Jacobs Blocking Trophy）

## 职业生涯

### 2009年NFL选秀
巴尔的摩乌鸦在2009年的选秀會中，以第一輪第23顺位选中了奥赫。之前乌鸦队以其第一轮与第五轮选秀权作为交换，从新英格兰爱国者处获得了这一顺位的选秀权。陶西一家也来到选秀现場见证了一切。

### 巴尔的摩乌鸦
2009年4月26日，他的球衣号码被指定为74号，这也是他之前在密西西比州大学所穿的号码。2009年7月30日，他和乌鸦队签定了一份五年价值1380万美元的合約。2009赛季他作为右截锋上场比赛，不过在队友杰拉德·盖瑟（Jared Gaither）受伤后来到了左截锋的位置。第八周，他换回右截锋。他目前的身高为6'4"（1.93米）、体重为309磅（140千克），40码（36.6米）的冲刺速度为5.32秒。
2009赛季奥赫场场首发，其中11次为右截锋、5次为左截锋。2010年1月10日，在第一次季后赛对抗新英格兰爱国者的比赛中，他同样出任右截锋，并使对手对于四分卫的擒抱一次也未能成功，最后乌鸦队以33-14取得了比赛的胜利。
奥赫在美联社NFL年度进攻线新人奖的评选中得到6票，排名第二。
2010年賽季，麥可被更換到左半鋒的位置，隔年（2011年球季）又被換到右半鋒的位置。
2012年的超级碗比赛中，迈克尔奥赫随巴尔的摩乌鸦队一起夺得超级碗冠军，从一无所有到超级碗冠军，他的人生就是一部励志大片

### 田納西泰坦
2014年3月，在與巴尔的摩乌鸦的五年合約結束後，迈克尔奥赫轉往田納西泰坦隊，簽下一紙四年2千萬美金的合約。

## 電影
奥赫被写入了迈克尔·刘易斯2006年的书《弱点：比赛进程》之中，书的部分章节被《纽约时报》的报道大迈克之歌 （页面存档备份，存于）（The Ballad of Big Mike）所引用。之后，该书的内容还被改编为了由约翰·李·汉考克（John Lee Hancock）导演的电影《 》。电影于2009年11月20日于美国放映。影星昆东·亚伦 （页面存档备份，存于）（Quinton Aaron）扮演了奥赫，同时出演的还有珊卓·布拉克和蒂姆·麦格罗。本片还获得了奥斯卡最佳影片奖和最佳女主角奖的提名。珊卓·布拉克最後亦以該片獲得第82屆奧斯卡最佳女主角獎項。

## 起訴養父母
2023年8月，奧赫向田納西州法院提出請願書，要求結束杜希家庭對自己的監管權力；奧赫指控杜希夫婦從頭到尾都沒有真正的收養自己，而是趁自己剛過18歲，拐騙他簽署法院文件，讓夫妻倆獲得他的監護權，說明自己直到2023年2月才發現當時簽署的文件，並非收養文件，而是指名杜希夫婦擔任他的監護人，擁有奧赫簽署任何合約的「最終控制權」。奧赫更在請願書指出，杜希夫婦於2006年9月在透過經紀公司進行電影《攻其不備》上映後的合約談判時，幫兩人和兩名親生孩子爭取了數百萬美元的版稅和收益，但奧赫身為劇情核心主角卻一無所獲。對於奧赫提出的指控，肖恩·陶西否定其說法，稱自己依舊會繼續疼愛奧赫。
後續杜希夫婦也透過律師發言反駁，稱奧赫向他們索討500萬美元「封口費」，杜希夫婦的委任律師辛格（Marty Singer），於15日發出完整聲明，稱麥可奧赫指控圖伊夫婦從自己身上牟利的說法非常荒謬，「麥克曾威脅勒索圖伊一家，要求他們支付高達1500萬美元的封口費，否則就要向公眾、媒體進行爆料。」，辛格表示杜希夫婦過去早有經營良好的餐飲業生意，經濟狀況完全沒問題，「一對身價數億美元的夫妻，會密謀從任何人身上扣押幾千塊利潤的主張讓人難以置信，更不用說是從他們視如己出所愛的人身上」，更聲稱麥可早在2020年就知道自己並非被合法收養，過去圖伊夫妻都有向麥克完全坦承「監管」的執行方式與原因，而《攻其不備》的電影收益也都有交付給麥可。